# Composizioni di Tommaso Traetta

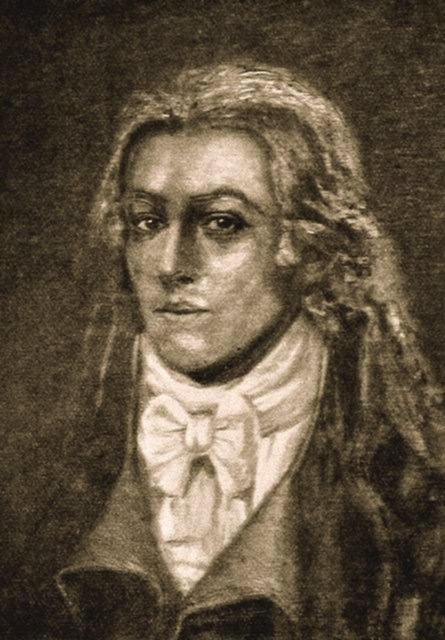
Traetta.

Lista delle composizioni di Tommaso Traetta (1727-1779), che si possono ordinare per genere e per data di composizione.
| Titolo                                                                         | Genere               | Suddivisioni        | Libretto                              | Prima assoluta                                                           | Luogo, teatro                 |
| ------------------------------------------------------------------------------ | -------------------- | ------------------- | ------------------------------------- | ------------------------------------------------------------------------ | ----------------------------- |
| Buovo d'Antona                                                                 | dramma giocoso       | 3 atti              | Carlo Goldoni                         | 26 dicembre 1758                                                         | Venezia, Teatro San Moisè     |
| Il Farnace                                                                     | opera seria          | 3 atti              | Antonio Lucchini                      | 4 novembre 1751                                                          | Napoli, Teatro San Carlo      |
| La Costanza                                                                    | opera buffa          |                     | Antonio Palomba                       | inverno 1752                                                             | Napoli, Fiorentini            |
| I pastori felici                                                               | opera buffa          | 2 atti              |                                       | 1753                                                                     | Napoli                        |
| Le nozze contrastate                                                           | opera buffa          | 3 atti              |                                       | 1753, carnevale 1755                                                     | Napoli; Roma, Dame            |
| Ezio                                                                           | opera seria          | 3 atti              | Metastasio                            | 1754?, 1757                                                              | Roma, Dame                    |
| L'incredulo                                                                    | opera buffa          | 2 atti              | Pasquale Mililotti                    | autunno 1755                                                             | Napoli, Fiorentini            |
| La fante furba                                                                 | opera buffa          | 2 atti              | Antonio Palomba                       | autunno 1756                                                             | Napoli, Nuovo                 |
| Nitteti                                                                        | opera seria          | 3 atti              | Metastasio                            | 29 aprile 1757                                                           | Reggio Emilia, Pubblico       |
| Didone abbandonata                                                             | opera seria          | 3 atti              | Metastasio                            | autunno 1757                                                             | Venezia, Teatro San Moisè     |
| Olimpiade                                                                      | opera seria          | 3 atti              | Metastasio                            | autunno 1758                                                             | Verona, Accademia Filarmonica |
| Demofoonte                                                                     | opera seria          | 3 atti              | Metastasio                            | carnevale 1758                                                           | Mantova, Vecchio              |
| Solimano                                                                       | opera seria          | 3 atti              | Ambrogio Migliavacca                  | carnevale 1758                                                           | Parma, Ducale                 |
| Ippolito ed Aricia                                                             | tragedia             | 5 atti              | Carlo Frugoni                         | 9 maggio 1759                                                            | Parma, Ducale                 |
| Enea nel Lazio                                                                 | opera seria          | 3 atti              | Vittorio Amedeo Cigna-Santi           | carnevale 1760 diretta da Giovanni Battista Somis con Caterina Gabrielli | Teatro Regio di Torino        |
| I Tindaridi                                                                    | opera seria          | 5 atti              | Carlo Frugoni                         | aprile 1760                                                              | Parma, Ducale                 |
| Stordilano, principe di Granata                                                | semiseria e bernesca | 3 atti              | Giovanni Bertati                      | primavera 1760                                                           | Parma, Ducale                 |
| Le feste d'Imeneo                                                              | serenata             | prologue and 3 atti | Carlo Frugoni                         | 3 September 1760                                                         | Parma, Ducale                 |
| Armida                                                                         | azione teatrale      | 1 atto              | Giacomo Durazzo                       | 3 gennaio 1761, 1763 successo con Caterina Gabrielli                     | Vienna, Burgtheater; Napoli   |
| Enea, e Lavinia                                                                | opera seria          | 3 atti              | Giacobbe Antonio Sanvitale            | primavera 1761                                                           | Parma, Ducale                 |
| Zenobia                                                                        | opera seria          | 3 atti              | Metastasio                            | autunno 1761                                                             | Lucca                         |
| Alessandro nell'Indie                                                          | opera seria          | 3 atti              | Metastasio                            | primavera 1762                                                           | Reggio Emilia, Pubblico       |
| Sofonisba                                                                      | opera seria          | 3 atti              | Mattia Verazi                         | 4 novembre 1762                                                          | Mannheim, Hof                 |
| La francese a Malghera                                                         | dramma giocoso       | 3 atti              | Pietro Chiari                         | 1762?, 1764                                                              | Parma?, Venezia, San Cassiano |
| Ifigenia in Tauride                                                            | opera seria          | 3 atti              | Marco Coltellini                      | 4 ottobre 1763                                                           | Vienna, Schönbrunn            |
| Antigono                                                                       | opera seria          | 3 atti              | Metastasio                            | 16 giugno 1764                                                           | Padova, Nuovo                 |
| Semiramide                                                                     | opera seria          | 3 atti              | Metastasio                            | carnevale 1765                                                           | Venezia, San Cassiano         |
| Le serve rivali                                                                | burletta             | 3 atti              | Pietro Chiari                         | autunno 1766                                                             | Venezia, Teatro San Moisè     |
| Siroe, re di Persia                                                            | opera seria          | 3 atti              | Metastasio                            | carnevale 1767                                                           | Münich, Hof                   |
| Amore in trappola                                                              | dramma giocoso       | 3 atti              | Pietro Chiari                         | carnevale 1768                                                           | Venezia, Teatro San Moisè     |
| L'isola disabitata                                                             | azione drammatica    | 1 atto              | Metastasio                            | 26 dicembre 1768                                                         | Bologna, Nuovo Pubblico       |
| Fetonte                                                                        | opera seria          | 3 atti              |                                       | 1768                                                                     | Vienna, Hof                   |
| Il tributo campestre                                                           | pastorale            | 1 atto              | Giovanni Battista Buganza             | 1768                                                                     | Mantova, Ducale               |
| Astrea placata                                                                 | azione teatrale      |                     | Metastasio                            | 1770                                                                     | San Pietroburgo, corte        |
| Antigona                                                                       | opera seria          | 3 atti              | Marco Coltellini                      | 31 ottobre/11 novembre 1772                                              | San Pietroburgo, corte        |
| Amore e Psiche                                                                 | opera seria          | 3 atti              | Marco Coltellini                      | 29 September 1773                                                        | San Pietroburgo, corte        |
| Lucio Vero                                                                     | opera seria          | 3 atti              | Marco Coltellini, after Apostolo Zeno | 17/28 novembre 1774                                                      | San Pietroburgo, corte        |
| Germondo                                                                       | opera seria          | 3 atti              | Carlo Goldoni                         | 21 gennaio 1776                                                          | Londra, King's Theatre        |
| La Merope                                                                      | opera seria          | 3 atti              | Apostolo Zeno                         | 25 gennaio 1776                                                          | Milano, Ducale                |
| Telemaco                                                                       | opera seria          | 3 atti              | Zaccaria de Seriman                   | 15 March 1777                                                            | Londra, King's Theatre        |
| Il cavaliere errante (revisione di Stordilano, principe di Granata)            | dramma eroicomico    | 2 atti              | Giovanni Bertati                      | 1777?, primavera 1778                                                    | Napoli, Venezia               |
| La disfatta di Dario                                                           | opera seria          | 3 atti              | A Morbilli                            | February 1778                                                            | Venezia, San Benedetto        |
| Gli eroi dei Campi Elisi (completed by G Astarita)                             | dramma giocoso       | 3 atti              |                                       | carnevale 1779                                                           | Venezia, San Samuele          |
| Il cavaliere errante nell'isola disabitata (revisione di Il cavaliere errante) |                      |                     | Giovanni Bertati                      | 1779                                                                     | Vienna, Kärntnertor           |